# Голямо тъмно петно
Голямото тъмно петно е било петно на планетата Нептун, подобно на Голямото червено петно на Юпитер. Забелязано е от сондата на НАСА Вояджър 2. Въпреки че прилича на петното на Юпитер, което представлява антициклонна буря, се смята, че петното на Нептун е било дупка, подобна на тази в озоновия слой на Земята.

## Характеристика
Петното има размери колкото Земята и много прилича на Голямото червено петно на Юпитер. Първоначално се смята за буря, но по-близки наблюдения показват, че е по-скоро елипсовидна падина с тъмен цвят. Около петното са забелязани ветрове със скорост от 2400 км/ч, най-бързите в Слънчевата система. Смята се, че е дупка в метановия слой в атмосферата на Нептун, подобно на озоновата дупка на Земята. На различните снимки петното е с различни размери и форма.
Петното образува големи бели перести облаци подобни на Земните. За разлика от Земните обаче, които са съставени от кристалчета лед, тези на Нептун са съставени от кристали метан. И докато тези от лед се разтапят за няколко часа, тези на Нептун се разтапят след 36 часа или две завъртания на планетата.

## Изчезване на петното
При опит отново да се заснеме петното през 1994 от телескопа Хъбъл се оказва, че то е изчезнало напълно, оставяйки астрономите с предположението, че петното е или покрито или напълно заличено. Освен това то е заменено от подобно петно в северното полукълбо на Нептун. Това ново петно е наречено Северното голямо тъмно петно и остава видимо за няколко години.